# Legio II Flavia Constantiniana
Legio II Flavia Constantiniana (II Флавіїв Костянтинів легіон) — римський легіон часів пізньої імперії. Отримав назву на честь імператора Костянтина I з 2-ї династії Флавіїв.

## Історія
Створено імператором Костянтином I 312 року напередодні вирішальної боротьби за владу у Римській імперії. Брав участь у війнах з Максенцієм, Максиміаном Дазою, Ліцінієм. З 320-х років розташовувався на сході, проте точні відомості про діяльність легіону у цей період відсутні. 350 року брав участь у війні з узурпатором Магненцієм.
Між 414 та 421 роками за наказом імператора Гонорія відправлено на підсилення римських залог в Африці, а звідти до Мавретанії Тингітанської, де підпорядковувався коміту Тингітани. У 427 році легіон підтримав Боніфація, який боровся проти Аеція. Згодом легіон переведено до провінції Африка у підпорядкування коміта Африки.
В подальшому легіон разом з Legio I Flavia Pacis, Legio II Flavia Virtutis, Legio III Flavia Salutis брав участь у війні з вандалами на чолі із Гейзеріхом, під час якої зазнав суттєвих втрат. Ймовірно перестав існувати у 439 році, після захоплення Карфагену вандалами.